# Aeverrillia pilosa
Aeverrillia pilosa is een mosdiertjessoort uit de familie van de Aeverrilliidae. De wetenschappelijke naam van de soort is voor het eerst geldig gepubliceerd in 1915 door Harmer.